# Station Okrzeszyn
Station Okrzeszyn is een spoorwegstation in de Poolse plaats Okrzeszyn.